# Nguyễn Hoàng Anh
Nguyễn Hoàng Anh (sinh 1963) là một chính trị gia người Việt Nam, Ủy viên Trung ương Đảng khóa XIII,  Phó Trưởng ban Chính sách, Chiến lược Trung ương Đảng Cộng sản Việt Nam.
Ông từng là Chủ tịch Ủy ban Quản lý vốn Nhà nước tại Doanh nghiệp, Bí thư Tỉnh ủy Cao Bằng, Phó Bí thư Tỉnh ủy, Chủ tịch UBND tỉnh Cao Bằng, Phó Trưởng đoàn ĐBQH thành phố Hải Phòng khóa XI.

## Xuất thân và giáo dục
- Ông Hoàng Anh quê tại xã Trường Thọ, huyện An Lão, Thành phố Hải Phòng, dân tộc Kinh, có trình độ Thạc sĩ Kinh tế, chuyên ngành Kinh tế thế giới và quan hệ kinh tế quốc tế; Cử nhân lý luận chính trị.

## Sự nghiệp
- Từ năm 2002, ông Nguyễn Hoàng Anh là Đại biểu Quốc hội khóa XI, Ủy viên Ban chấp hành Thành ủy thành phố Hải Phòng khóa XII, Ủy viên Ủy ban các vấn đề xã hội, Phó trưởng đoàn ĐBQH thành phố Hải Phòng khóa XI, Giám đốc Công ty Thương mại dịch vụ và xuất nhập khẩu Hải Phòng.
- Từ 2003 – 2005, ông là Đại biểu Quốc hội khóa XI, Ủy viên Ban chấp hành Thành ủy thành phố Hải Phòng khóa XII, Ủy viên Ủy ban các vấn đề xã hội, Phó trưởng đoàn ĐBQH thành phố Hải Phòng khóa XI.
- Từ 2006 – 2007, ông là Đại biểu Quốc hội khóa XI, Ủy viên chuyên trách Ủy ban các vấn đề xã hội, Phó Trưởng đoàn ĐBQH Hải Phòng khóa XI. Từ 2007 - 2010: Đại biểu Quốc hội khóa XII, Phó Chủ nhiệm Ủy ban kinh tế. Từ 2010 – 2011, ông là Đại biểu Quốc hội khóa XII, Đại biểu HĐND tỉnh khóa XIV, Phó Bí thư Tỉnh ủy, Chủ tịch UBND tỉnh Cao Bằng.
- Trước khi được bầu làm Bí thư Tỉnh ủy Cao Bằng, ông Nguyễn Hoàng Anh là Đại biểu HĐND tỉnh khóa XV, Phó Bí thư Tỉnh ủy, Chủ tịch UBND tỉnh Cao Bằng.
- Ngày 24/3/2015, ông chính thức được bầu làm Bí thư Tỉnh ủy Cao Bằng nhiệm kì 2010-2015 tại Hội nghị Ban Chấp hành Đảng bộ tỉnh lần thứ 24, thay cho ông Hà Ngọc Chiến được điều động làm Phó trưởng Ban Nội chính Trung ương.

Tháng 01/2016, ông trên cương vị Bí thư tỉnh ủy Cao Bằng được bầu là Ủy viên BCH Trung ương Đảng khóa XII.
- Quyết định số 648 ngày 25/12/2017 của Bộ Chính trị được công bố sáng 26/12 tại Cao Bằng. Theo đó, ông được phân công thôi tham gia Ban Chấp hành, Ban Thường vụ và thôi giữ chức Bí thư Tỉnh ủy Cao Bằng nhiệm kỳ 2015 - 2020 và nhận nhiệm vụ mới là làm Chủ tịch Ủy ban Quản lý vốn Nhà nước trong các doanh nghiệp.[1]
- Ngày 08/02/2018, tại Quyết định số 189/QĐ-TTg, Thủ tướng bổ nhiệm ông giữ chức vụ Chủ tịch Ủy ban Quản lý vốn nhà nước tại doanh nghiệp.[2]
- Ngày 30/1/2021, tại Đại hội đại biểu toàn quốc lần thứ XIII của Đảng, ông tiếp tục được bầu là Ủy viên Trung ương Đảng khóa XIII, nhiệm kỳ 2021-2026.